# Ерідес

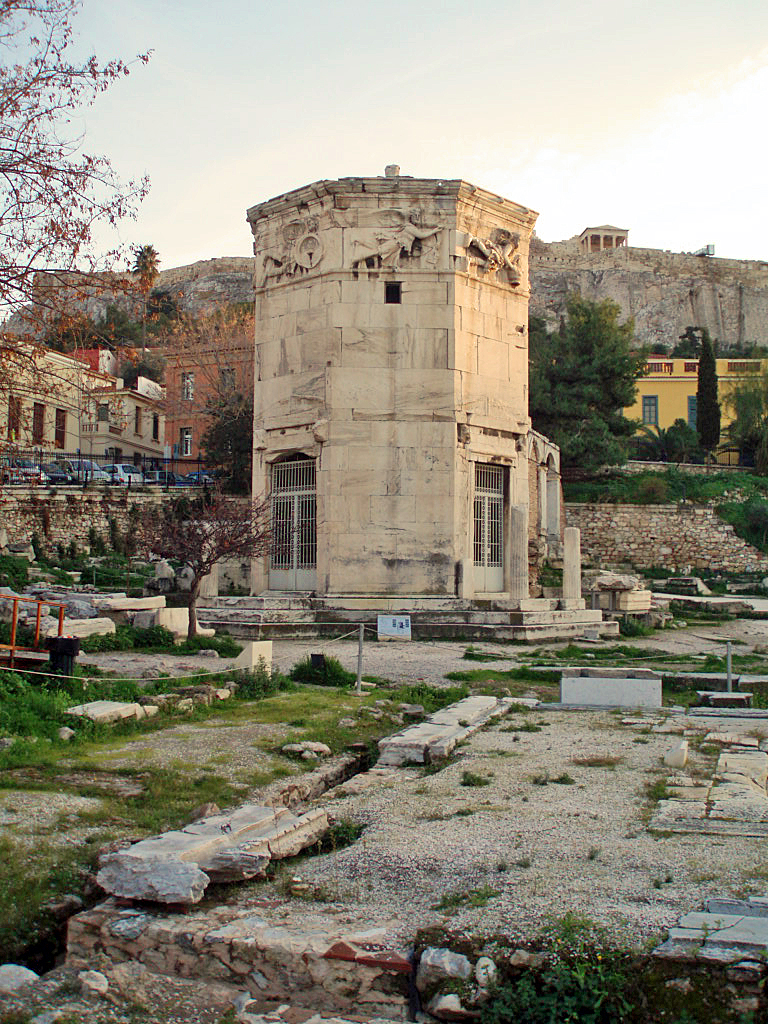
Башти вітрів, римська агора

37°58′27.04″ пн. ш. 23°43′37.21″ сх. д. / 37.9741778° пн. ш. 23.7270028° сх. д.
Ерідес (грец. Αέρηδες) — район Афін, утворений довкола римської агори, а саме Башти вітрів (Αέρηδες), від імені якої район і дістав назву.
За доби правління короля Оттона І район Ерідес став центром нової столиці, перенесеної до Афін з Нафпліона. Саме тут було збудовано казарми щойно прибулої баварської армії. Від кварталу вежі Башти вітрів починалася вулиця Еола (οδός Αιόλου), перпендикулярна проспекту Ерму, утворюючи жвавий комерційний район міста. Пізніше північніше на площі Дімопратиріу (Δημοπρατηρίου) утворився новий ринок, який започаткував сучасний район Абадзидіка. За османської доби район Ерідес не втратив свого значення. Нарівні з Плакою, він залишався районом для аристократії.